# Atílio Vivácqua
Atílio Vivácqua là một đô thị thuộc bang Espírito Santo, Brasil. Đô thị này có diện tích 226,81 km², dân số năm 2007 là 8692 người, mật độ 38,32 người/km².